# Lengua
Le lengua  (ou enxet, enlhet) est une langue lengua-mascoy parlée dans les départements de Boquerón et de Presidente Hayes au Paraguay, par 9 387 Lenguas.